# سجين (فلم)
سِجّين (بالتركية: Siccîn) هو فيلم رعب تركي من إخراج ألبير ميستشي سنة 2014.

## القصة
تدور أحداث الفيلم حول فكرة السحر، فبطلة الفيلم تقع في حب ابن عمها، وهو متزوج ويحب زوجته ويرفضها عندما يعلم بأمر حبها له، فتقرر البطلة الانتقام منه، ومحاولة التقرب إليه وجذبه لها، وذلك عن طريق الاستعانة بالسحر.

## روابط خارجية
- سجين على موقع IMDb (الإنجليزية)
- سجين على موقع نتفليكس (الإنجليزية)
- سجين على موقع فيلمافينيتي (الإسبانية)
- سجين على موقع قاعدة بيانات الفيلم (الإنجليزية)
- سجين على موقع ليتربوكسد (الإنجليزية)
- سجين على موقع كينوبويسك (الروسية)